# Asiagomphus yayeyamensis
Asiagomphus yayeyamensis és una espècie de libèl·lula pertanyent a la família Gomphidae.

## Distribució geogràfica
És un endemisme del Japó.